# Хейз, Джон Майкл
Джон Майкл Хейз (John Michael Hayes; 6 сентября 1940 г., Сиэтл, Вашингтон — 3 февраля 2017 г., Беркли, Калифорния) — американский геохимик, специалист по органической геохимии и биогеохимии.
Эмерит Океанографического института в Вудс-Хоуле (Woods Hole Oceanographic Institution), профессор Гарвардского, а прежде Индианского университетов, член Национальной академии наук США (1998) и иностранный член Лондонского королевского общества (2016).

## Биография
Вырос в Монтане и Айове.
Окончил Университет штата Айова (бакалавр химии, 1962). Степень доктора философии по химии получил в Массачусетском технологическом институте в 1966 году под началом профессора Klaus Biemann. В 1967—1968 гг. служил в армии США, капитан. 26 лет преподавал в Индианском университете в Блумингтоне на кафедрах химии и геологии, затем с 1996 года перешёл в Океанографический институт в Вудс-Хоуле (Woods Hole Oceanographic Institution) директором NOSAMS (до 2006), также являлся профессором Гарвардского университета и приглашенным ученым Калифорнийского университета в Беркли. Принимал участие в полевых исследованиях по всему миру, в частности в Западной Австралии, Южной Африке и канадской Арктике. С 2007 года проживал в Беркли.
В 1962 году женился на Janice Maria (Boeke, ум. 2013), дети, внуки.
Член Американской академии искусств и наук (1998) и Американской академии микробиологии, Американского геофизического союза, American Society for Mass Spectrometry и Европейской ассоциации органических геохимиков (European Association of Organic Geochemists), а также Американской ассоциации содействия развитию науки.
Автор 203 работ.

## Награды и отличия
- Гуггенхаймский стипендиат (1987)[5]
- Urey Medal[англ.], Европейская ассоциация геохимии (1997, совместно с Geoffrey Eglinton[англ.])
- Alfred Treibs Award, Геохимическое общество (Geochemical Society[англ.]) (1998)
- Geochemistry Division Medal, Американское химическое общество (2003)[6]
- Премия В. М. Гольдшмидта, Геохимическое общество (2002)

В его честь Геохимическое общество (Geochemical Society) будет присуждать John M. Hayes Award.